# DUAL DANCE BEAT
『DUAL DANCE BEAT』（デュアル・ダンス・ビート）は、2020年4月3日から2022年9月30日までZIP-FMで放送されていたラジオ番組である。

## 概要
2020年3月まで放送された「DANCEMAN」の後継番組。1993年の開局以降、日本のダンス・ミュージック・シーンをリードしてきたZIP-FMが届ける、ダンスミュージックプログラム。新旧洋邦問わず、最高のダンスミュージックを放送した。SNSでの投稿で公式に用いられた、ハッシュタグは「#DDB」。
2021年4月2日放送回より、人事異動により本番組のスタッフが「ZIP DANCE HITS 20」時代のスタッフとなった。この体制での放送は2022年3月まで行われ、2022年4月からは当初のスタッフ陣に再び戻った。
同年4月16日放送回より、ツイキャスを用いた生配信を同時進行で行っており、オフエア中の南城の副音声を楽しむことができた。また、5月14日放送回より番組終了後にツイキャス限定のNon-stop Mixをオンエアしていた。
2022年9月23日の放送内において本番組の放送終了が公表され、同月30日の放送が最後となった。以降は、ダンスミュージックを専門的に放送する番組からバラエティ番組に替わった。

## ナビゲーター
- 南城大輔
- 白井奈津(2021年1月1日) - 南城とツイン体制で出演。

## タイムテーブル
| OA時刻 | コーナー                          | 概要 |
| ------ | --------------------------------- | --- |
| 19:00  | オープニングトーク                | 南城によるオープニングトーク。2021年6月までは『HOORAY HOORAY FRIDAY』終了後の白井奈津をスタジオに招き、クロストークを展開していた。 |
| 19:05  | NON-STOP PART1                    | 最新のダンスナンバーを中心に5曲をNon-stop形式でオンエアし、番組のボルテージを高めるコーナー。 |
| 19:15  | オススメナンバー紹介              | 各放送回ごとの番組のオススメナンバーを2曲オンエア。 |
| 19:25  | HEADLINE NEWS WEATHER INFORMATION | ZIP-FMによる最新ニュースと気象情報の紹介。 |
| 19:30  | KING KANKO TREND EXPRESS          | パチンコスロット・キング観光の一社提供によるコーナー。 毎週様々なトレンドをランキング形式で紹介し、南城が忖度なしに講評していくトークコーナー。 ランキング発表がされると、1曲を挟んで南城からの講評がなされ、その後1曲を挟んで締められる。 『SWAG #41』時代から放送されている長寿企画。 |
| 19:45  | 楽曲オンエア                      | 最新ダンスナンバーから2曲をオンエア。 |
| 19:55  | TODAY'S PICK UP                   | 20時跨ぎに毎週1組アーティストをピックアップし、紹介していくコーナー。 まず紹介アーティストの代表曲をオンエアした後、南城からアーティストの紹介がなされ、最新ナンバーを中心に楽曲が2曲オンエアされる。                                                                                   |
| 20:10  | 楽曲オンエア                      | 番組内で過去数週間オンエアされた楽曲を中心にオンエア。 |
| 20:20  | NON-STOP PART2                    | 番組内の名物コーナー。 毎週新旧のダンスヒットチューンを10曲前後Non-stop形式でオンエアするコーナー。時間が経つにつれてBPMが速くなっていくのがこのNon-stopの特徴である。 また、本コーナーをきっかけに番組リスナーに愛されるダンスナンバーが誕生することもしばしばある。                   |
| 20:40  | VIRAL GROOVE                      | 毎週TikTokを中心に流行っている洋楽・邦楽のナンバーをいち早く届けるコーナー。 |
| 20:50  | NON-STOP PART3                    | 番組の締めとして3曲をNon-stop形式でオンエア。 |
| 21:00  | NON-STOP PART4                    | ツイキャス内で本編ではオンエアされなかったNon-stop Mixを特別オンエア。 |

## 放送時間
- 毎週金曜 19:00 - 21:00（JST）（2020年4月3日 - 2022年9月30日）